# Закон Беца

Схема протікання рідини крізь дисковий привід

Закон Беца (англ. Betz' law) — визначає максимальну енергію, яку можна отримати від «гідравлічного вітряного рушія», або вітряної турбіни. Закон Беца було відкрито 1919 року німецьким фізиком Альбертом Бецом. За цим законом, вітряна турбіна може виробити не більше 16/27 або 59.259% від кінетичної енергії вітру.

## Просте пояснення
Закон Беца встановлює, що вітряна турбіна ніколи не може мати ККД більше за 59.259 %.
Цей закон ґрунтується на тому, що якщо вся енергія, що надходить від руху повітря в турбіні, буде перетворена на корисну енергію, то швидкість повітря за турбіною дорівнюватиме нулю. Але, якщо повітря зупинилось на виході з турбіни, то також має припинитись потік повітря через турбіну.
Для того, аби повітря рухалось крізь турбіну і віддавало енергію, необхідно відводити повітря за турбіною.
Різниця між кінетичною енергією повітря перед турбіною та енергією на відведення повітря за турбіною якраз і становить обчислене значення — 59,259 %.

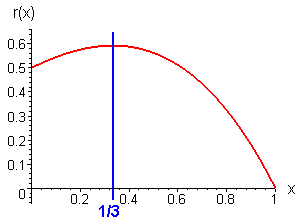
Залежність коефіцієнта потужності від співвідношення швидкостей

## Математичне обґрунтування
Відповідно до закону збереження енергії, кінетична енергія турбіни має становити:
{\displaystyle E={\begin{matrix}{\frac {1}{2}}\end{matrix}}m\left(v_{1}^{2}-v_{2}^{2}\right)}
{\displaystyle ={\begin{matrix}{\frac {1}{2}}\end{matrix}}\rho Sv\left(v_{1}^{2}-v_{2}^{2}\right)}
{\displaystyle ={\begin{matrix}{\frac {1}{4}}\end{matrix}}\rho S\left(v_{1}+v_{2}\right)\left(v_{1}^{2}-v_{2}^{2}\right)}
{\displaystyle ={\begin{matrix}{\frac {1}{4}}\end{matrix}}\rho Sv_{1}^{3}\left(1-\left({\frac {v_{2}}{v_{1}}}\right)^{2}+\left({\frac {v_{2}}{v_{1}}}\right)-\left({\frac {v_{2}}{v_{1}}}\right)^{3}\right)},
де:  {\displaystyle E} — енергія турбіни, {\displaystyle m} — маса повітря, що проходить крізь турбіну, {\displaystyle \rho } — питома вага; {\displaystyle v_{1},v_{2}} — швидкість на вході і виході відповідно.
Диференціювання рівняння за змінною {\displaystyle v=v_{2}/v_{1}} дозволяє віднайти максимум енергії при співвідношенні {\displaystyle v=v_{2}/v_{1}=1/3}. Відповідно, отримана енергія буде становити:
{\displaystyle P_{\max }={\begin{matrix}{\frac {16}{27}}\cdot {\frac {1}{2}}\end{matrix}}\cdot \rho \cdot S\cdot v_{1}^{3}.}